# Typhlops gonavensis
Espèce
Typhlops gonavensis est une espèce de serpents de la famille des Typhlopidae. 

## Répartition
Cette espèce est endémique d'Haïti. Elle ne se rencontre que sur l'île de La Gonâve.

## Description
Dans sa description Richmond indique que les spécimens en sa possession mesurent en moyenne 189 mm dont 4,2 mm pour la queue.

## Étymologie
Son nom d'espèce, composé de gonav[e] et du suffixe latin -ensis, « qui vit dans, qui habite », lui a été donné en référence au lieu de sa découverte.

## Publication originale
- Richmond, 1964 : The blind snakes (Typhlops) of Haiti with descriptions of three new species. Breviora, vol. 202, p. 1-12 (texte intégral).